# Derhatji
Derhatji (ukrainsk: Дергачі́, Derhatji ukrainsk udtale: [derɦɐˈtʃi] ; russisk: Дeргaчи) er en by i Kharkiv rajon, Kharkiv oblast (provins) i det østlige Ukraine. Byen ligger 12 km nordvest for oblastens hovedstad, Kharkiv. Bebyggelsen blev grundlagt i anden halvdel af 1600-tallet som en sloboda. Den er hjemsted for administrationen af Derhachi urban hromada, en af hromadaerne i Ukraine. Indbyggertal var i 2021 omkring 17.433.

## Geografi
Byen ligger i en dal ved floden  Lopan nordvest for den næststørste ukrainske by Kharkiv. Den største del af byen er almindelig og ligger på venstre bred af Lopan. Den vestlige udkant af bebyggelsen er kuperet og fuld af kløfter. Lopans flodleje har mange kunstige kanaler og små bifloder på dette sted. Regionalvejen T2103 går gennem byen fra nordvest til sydøst og forbinder den med Kharkiv og Zolochiv. Der er et betydeligt ubeboet skovområde sydvest for byen.

## Historie
Mindst 274 af byens indbyggere døde i Holodomor, den menneskeskabte hungersnød i det sovjetiske Ukraine i 1932 og 1933.  Embedsmændene i Derhatji byråd var involveret i ekspropriation af lokale borgeres ejendom i 1932. 
Under den russiske invasion af Ukraine i 2022 oplevede byen beskydning og kampe som en del af slaget ved Kharkiv, hvilket resulterede i civile ofre. Den 12. maj blev det lokale kulturpalads beskudt, og to mennesker blev dræbt og fire såret. Senere natten mellem 12. og 13. maj blev bygningen fuldstændig ødelagt af et missilangreb.